# East Bay Grease
East Bay Grease är Tower of Powers första album, utgivet 1970.

## Låtlista
Låtar där inget annat anges är skrivna av Emilio Castillo och Stephen Kupka.
1. "Knock Yourself Out" - 7.08
2. "Social Lubrication" - 7.28
3. "The Price" - 6.09
4. "Back on the Streets Again" - 5.50
5. "The Skunk, the Goose, and the Fly" - 5.55
6. "Sparkling in the Sand" (Emillio Castillo, Stephen Kupka, Lawrence Lopez) - 9.06

## Medverkande
- Rufus Miller - Sång (Förutom "Sparkling In The Sand")
- Emilio Castillo - Altsax, Sång
- David Garibaldi - Trummor, vibrafon, kör
- Greg Adams - Trumpet
- Stephen 'Doc' Kupka - Barytonsax, kör
- Skip Mesquite - Tenorsax, flöjt, sång
- David Padron - Trumpet
- Francis 'Rocco' Prestia - Elbas
- Rick Stevens - Sång på "Sparkling In The Sand", kör
- Willy Fulton - Gitarr, kör
- Mic Gillette - Trumpet, trombon, flygelhorn
- Ken Balzell - Trumpet